# Le Long des quais
Pour plus de détails, voir Fiche technique et Distribution.
Le Long des quais (I Cover the Waterfront) est un film américain réalisé par James Cruze, sorti en 1933.

## Synopsis
Le journaliste du San Diego Standard, H. Joseph Miller, couvre le front de mer de la ville depuis cinq ans et en a assez de son travail. Il aspire à échapper à sa vie monotone et à obtenir un poste de journaliste sur la Côte-Est pour pouvoir épouser son amour du Vermont. Miller est frustré par le manque de progrès de sa mission actuelle, qui consiste à enquêter sur la contrebande chinoise dans le pays par un pêcheur nommé Eli Kirk. Un matin, après avoir passé la nuit à suivre de mauvaises pistes, son rédacteur en chef au Standard lui ordonne d'enquêter sur le signalement d'une fille se baignant nue sur la plage. Il y rencontre Julie Kirk, la fille de l'homme sur lequel il a enquêté.
Pendant ce temps, Eli Kirk et son équipage retournent à San Diego avec un passager chinois lorsque les garde-côtes approchent, mais ne voulant pas être pris avec les preuves de son opération de contrebande, Kirk ordonne à ses hommes de lester le Chinois et de le faire passer par-dessus bord. Les garde-côtes, accompagnés de Miller, montent à bord du bateau mais ne trouvent rien. Le lendemain, Miller découvre le corps de l'homme qui a été emporté par la marée et l'apporte comme preuve à son rédacteur en chef, qui reste toujours sceptique quant à la culpabilité de Kirk. Pour obtenir des preuves concluantes, Miller lui dit qu'il a l'intention de rompre avec Julie, la fille de Kirk, afin de démanteler l'opération de contrebande.
Lorsque Kirk revient, il informe Julie qu'ils devront bientôt déménager - peut-être à Singapour - dès qu'il aura pu réunir assez d'argent pour le voyage. Une nuit, Julie découvre son père ivre dans une pension de famille. Miller, qui était là pour enquêter sur Kirk, aide Julie à ramener son père chez lui. Julie ne décourage pas le flirt de Miller, et au cours des semaines suivantes, ils tombent amoureux. Elle parvient à faire comprendre à Miller la beauté du front de mer et l'incite à améliorer le roman sur lequel il travaille depuis cinq ans. Lors d'une visite d'un vieux galion espagnol, il s'amuse à la retenir dans un chevalet de torture et l'embrasse passionnément - et elle lui rend la pareille.
Julie et Miller passent une soirée romantique ensemble sur la plage, où elle révèle qu'elle et son père vont partir en bateau dans les prochains jours. Après avoir passé la nuit dans l'appartement de Miller, Julie annonce le lendemain matin qu'elle a décidé de rester, en espérant qu'il restera avec elle. Lorsque Miller apprend d'elle que son père doit accoster à la colonie chinoise cette nuit-là, il prévient les garde-côtes. Au quai, alors que les garde-côtes fouillent le navire, Miller découvre un chinois caché dans un grand requin. Lorsque les garde-côtes tentent d'arrêter Kirk, celui-ci s'enfuit mais est blessé dans sa fuite.
Le lendemain matin, l'article de Miller est publié en première page du Standard. Lorsque Kirk, blessé, rentre chez lui, Julie apprend que c'est Miller qui a aidé les garde-côtes à découvrir l'opération de contrebande de son père (dont elle ignorait l'existence) et qu'elle lui a révélé, sans le savoir, le lieu de son débarquement. Peu après, Miller, se sentant coupable de l'impact de l'histoire sur la vie de Julie, arrive chez elle et s'excuse pour le mal qu'il lui a causé, et lui annonce qu'il l'aime. Se sentant utilisée par ses actions, Julie, en colère, le renvoie. Plus tard dans la nuit, Miller retrouve Kirk, qui lui tire une balle dans le bras. Julie arrive pour aider son père à s'échapper, et voyant Miller blessé, elle dit à son père qu'elle ne peut pas laisser Miller mourir. Voyant qu'elle l'aime, Kirk l'aide à mettre Miller en sécurité, après quoi Kirk meurt. Plus tard, depuis son lit d'hôpital, Miller reconnaît dans son journal que Kirk lui a sauvé la vie avant de mourir. Quelque temps plus tard, Miller retourne à son appartement, où Julie l'attend pour l'accueillir. Remarquant qu'elle a nettoyé et transformé son appartement en une maison confortable, il lui dit qu'il a enfin écrit la fin de son roman, "Il épouse la fille". Julie reconnaît : "C'est une belle fin", et les deux s'embrassent.

## Fiche technique
- Titre : Le Long des quais
- Titre original : I Cover the Waterfront
- Réalisation : James Cruze
- Scénario : Wells Root d'après un livre de Max Miller
- Dialogues : Jack Jevne (en)
- Production : Edward Small
- Société de production : Edward Small Productions et Joseph M. Schenck Productions
- Musique : Alfred Newman (non crédité)
- Photographie : Ray June
- Montage : Grant Whytock
- Direction artistique : Albert S. D'Agostino
- Pays de production :  États-Unis
- Langue : anglais
- Format : Noir et blanc - Son : Mono (Western Electric Noiseless Recording)
- Genre : Drame
- Durée : 75 minutes
- Date de sortie :
  - États-Unis : 19 mai 1933

## Distribution
- Ben Lyon : H. Joseph 'Joe' Miller
- Claudette Colbert : Julie Kirk
- Ernest Torrence : Eli Kirk
- Hobart Cavanaugh : One Punch McCoy
- Maurice Black : Ortegus
- Purnell Pratt : John Phelps
- Harry Beresford :  Old Chris
- Wilfred Lucas : Randall
- Rosita Marstini : Mme Silva